# Яблуня рання
Я́блуня ра́ння (Malus praecox (Pall.) Borkh.)  — дерево родини розових (Rosaceae).
Відрізняється від яблуні лісової неколючими гілками, еліптичними зубчасто-пилчастими листками, дуже запушеними зі споду.
Росте в листяних і мішаних лісах, особливо в культурах. Поширена в південно-східній частині України.